# رودنکیرشن
رودنکیرشن (به آلمانی: Köln-Rodenkirchen) یک منطقهٔ مسکونی در آلمان است که در کلن واقع شده‌است. رودنکیرشن ۵۴٫۶ کیلومتر مربع مساحت و ۱۰۰٬۹۳۵ نفر جمعیت دارد.